# Ґудзь Павло Данилович
Павло́ Дани́лович Ґудзь (* 28 вересня 1919 — 5 травня 2008) — заслужений діяч науки РРФСР. Доктор військових наук. Професор. Генерал-полковник бронетанкових військ ЗС СРСР. Танкіст-ас: 5 грудня 1941 року під час Німецько-радянської війни його танк КВ-1 в одному бою знищив 10 танків противника. Всього ж екіпажем Ґудзя за час війни було знищено 18 танків противника.

## Біографія

### Довоєнне життя
Павло Данилович Ґудзь народився 28 вересня 1919 року в селі Стуфчинці Летичівського повіту Подільської губернії (нині Хмельницького району Хмельницької області). Коли Павло закінчував сільську школу, його батько, Данило Леонтійович, поїхав на зарбітки на Далекий Схід. Він працював бригадиром вантажників у порту і невдовзі загинув унаслідок нещасного випадку. Мати, Степанида Пантелеймонівна, сама виховувала сина.
Закінчивши семирічку, Павло продовжив навчання у Першому колгоспному технікумі мистецтв імені ЦК ЛКСМУ в селі Водички нинішнього Хмельницького району (цей навчальний заклад під час його організації і в різні часи існування мав також назви «Колгоспна консерваторія», «Перший колгоспний мистецький університет» тощо). 1937 року Ґудзь закінчив технікум і отримав направлення у Сатанів. Там він спочатку працював у районному Будинку культури, а невдовзі інспектором районного відділу народної освіти. У Сатанові Павла Ґудзя — молодого перспективного працівника, що добре виконував свої обов'язки, — прийняли до лав ВКП(б).
У серпні 1939 року Ґудзь вступив до 2-го Саратовського танкового училища, яке закінчив з відзнакою на початку червня 1941 року. В училищі вивчав середній танк Т-35 і важкий танк КВ-1.
Ґудзь отримав призначення в Київський Особливий військовий округ у місто Львів. У середині червня 1941 року в званні лейтенанта він прибув у 63-й танковий полк 32-ї важкої танкової дивізії 4-го механізованого корпусу під командуванням генерал-майора Андрія Власова.

### Участь у війні
У суботу 21 червня 1941 року командир взводу лейтенант Ґудзь заступив черговим по частині. Вранці 22 червня 1941 року по бойовій тривозі взвод управління (п'ять танків КВ-1, два — Т-34 та 2 — БА-10), яким командував Ґудзь, на чолі колони полку рухався в бік західного кордону в район Кристинополя (нині Шептицький). Зустрівши передовий загін німців, Ґудзь повів взвод на зближення і першим знищив ворожу гармату. На 12-у годину дня взвод Ґудзя вже підбив п'ять німецьких танків, три бронетранспортери та кілька автомашин. Того ж дня командирський КВ під управлінням механіка-водія Галкіна (у минулому — випробувача танків Кіровського заводу в Ленінграді) завдав ковзний удар у напрямне колесо ворожому танку Pz Kpfw III, збив з нього гусеницю і потім сильним ударом звалив у кювет. Згідно з деякими джерелами, це був перший танковий таран у дивізії, а можливо, і у всій Червоної Армії. За цей перший бій лейтенант Ґудзя представили до ордена Червоного Прапора.
До 29 червня дивізія вела оборонні бої в районі Львова. Прикриваючи відхід танкової колони через місто, екіпаж лейтенанта Ґудзя знищив ще 5 танків, за що Павла Даниловича вдруге представили до ордена Червоного Прапора, який, як і першого разу, йому так і не вручили.
З перших днів липня 1941 року 32-а танкова дивізія брала участь в обороні Бердичева. Наприкінці липня дивізія потрапила в оточення під Уманню. На початку серпня 1941 року залишкам дивізії вдалося прорвати кільце оточення і пробитися до своїх. Після цього наявні бойові машини звели в один батальйон і передали в розпорядження командувача Київського укріпленого району. 10 серпня 1941 року 32-у танкову дивізію, зосереджену в районі Прилук, розформували. Воїнами 32-ї танкової дивізії було підбито 110 танків та знешкоджено 96 гармат противника.
7 листопада 1941 року Павло Данилович як начальник штабу батальйону брав участь у військовому параді на Красній площі в Москві.
У битві за Москву на Волоколамському напрямку біля села Нефедьєво екіпаж танка KB під командуванням лейтенанта Ґудзя 5 грудня 1941 року вступив у бій з колоною німецьких танків, в якій було 18 одиниць. За всіма правилами ведення бою, це був смертний вирок для екіпажу. Проте 10 танків противника були підбиті, а 8 — відступили. За цей подвиг Ґудзя було нагороджено орденом Леніна.
У Сталінградській битві танк заступника командира окремого важкого танкового полку майора Ґудзя було підбито. З членів екіпажу він залишився в живих один — із шістьма ранами в грудях. Пораненого нерухомого майора Ґудзя на літаку У-2 вивезли в район Камишина. У 25-градусний мороз до залізничної станції, що була за 10 кілометрів, його на санках тягли дві дівчинки-підлітки. Коли він перестав відгукуватися, вони подумали, що поранений помер, і залишили його в степу. На станції повідомленням про смерть майора Ґудзя не повірили і змусили повернутися за ним. У шпиталі під місцевим наркозом його прооперували, вийняли шість осколків і зашили ще дві кульові рани. Після цього написав рапорт особисто Верховному головнокомандувачу і домігся призначення на фронт.
Наступного разу його танк підбили під час з прикриття піхоти біля Дніпрогесу в Запоріжжі. Отямившись, Ґудзь зрозумів, що ліва рука не ворушиться, а з-під рваного м'яза біліє роздроблена кістка. Тоді він ножем перерізав сухожилля. З протезом руки він знов повернувся на фронт.

### Повоєнне життя
1947 року із золотою медаллю закінчив Військову академію бронетанкових військ.
1955 року Ґудзь брав участь у військових навчаннях з випробування ядерної зброї на Тоцькому полігоні, провів передовий загін танкового полку через епіцентр атомного вибуху.
Розробляючи нові документи щодо бронетанкових військ, впроваджуючи в практику дохідливіші ефективні методи навчання і тактику бойового застосування цих військ, Ґудзь створив понад 300 наукових праць, що мають велике практичне значення.
Помер 5 травня 2008 року.

### Сім'я
Із дружиною Галиною В'ячеславівною виховав двох доньок. Старша Лариса Павлівна — кандидат фізико-математичних наук, молодша Олена Павлівна — фізик.

## Нагороди, почесні звання
За багаторічне бездоганне служіння Батьківщині та героїзм, проявлений в роки Великої Вітчизняної війни, Павла Ґудзя нагороджено орденом «За заслуги перед Вітчизною» IV ступеня, орденами Леніна, Червоного Прапора, Олександра Невського, Вітчизняної війни I і II ступенів, двома орденами Червоної Зірки, Трудового Червоного Прапора, «За службу Батьківщині у Збройних Силах», багатьма медалями та двома орденами зарубіжних країн.
Почесний громадянин Красногорського муніципального району Московської області. Звання «Почесний громадянин Красногорського району» з врученням Посвідчення, Стрічки та Знака «Почесний громадянин Красногорського району» Ґудзю надано 24 червня 2004 року (ухвала Ради депутатів № 160/6).
2006 року Павло Ґудзь став одним із перших десяти лауреатів премії імені Олексія Маресьєва «За волю до життя» .